# Mark Finchem

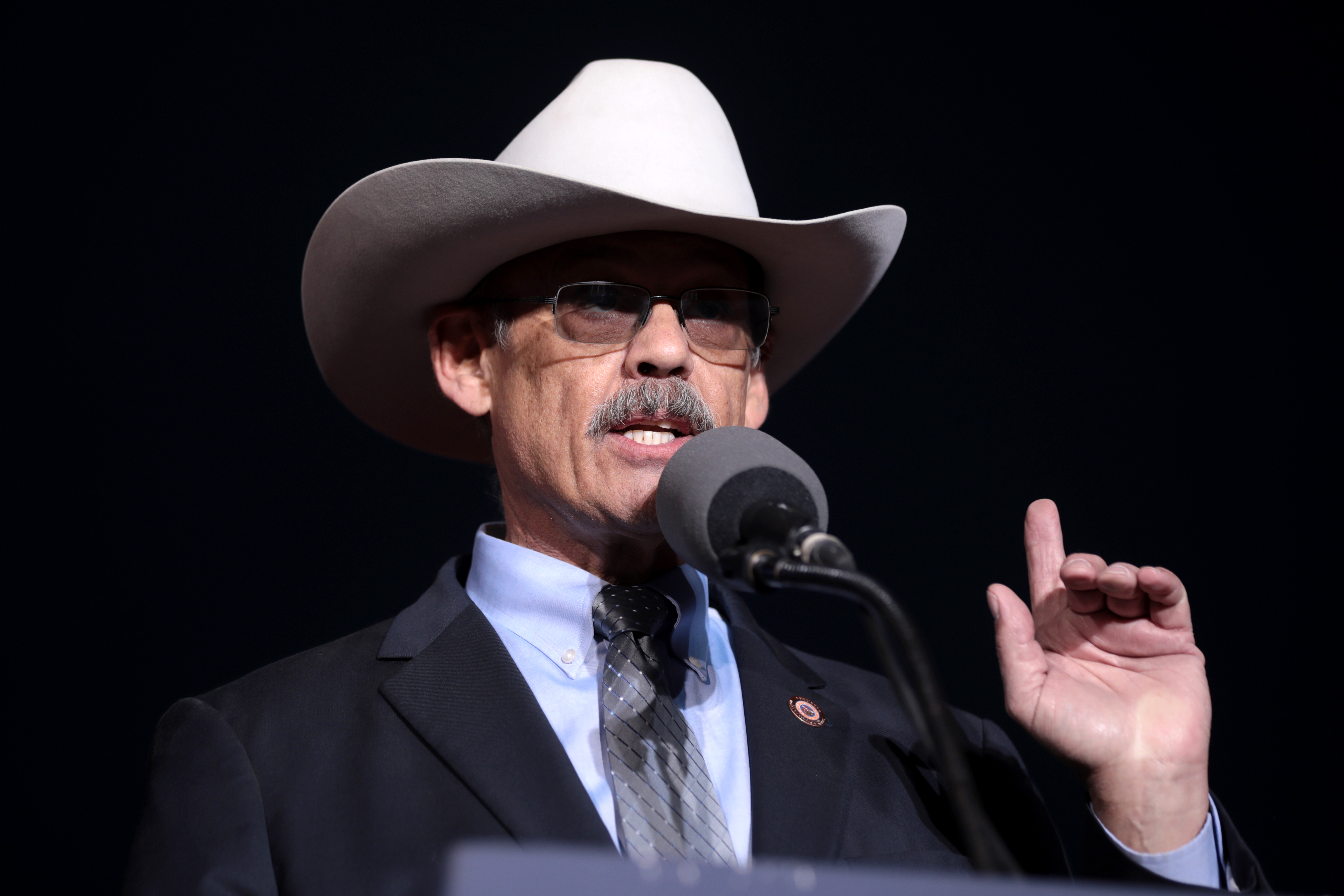
Mark Finchem

Mark W. Finchem (geboren 1956 oder 1957 in Detroit, Michigan) ist ein US-amerikanischer rechtsextremer Politiker, der seit dem 5. Januar 2015 als Mitglied des Repräsentantenhauses von Arizona den Distrikt 11 vertritt.
Finchem ist der Arizona-Koordinator der Coalition of Western States, einer Organisation, die sich gegen die Aktivitäten des Bureau of Land Management wendet und die Besetzung des Malheur National Wildlife Refuge im Jahr 2016 unterstützte. Er ist Mitglied der Milizgruppe Oath Keepers.
Finchem vertritt die Verschwörungserzählung Big Lie, wonach von Republikanern verlorene Wahlen gefälscht seien. Im Jahr 2022 kandidierte er für den Posten des Staatssekretärs von Arizona, der die Wahlen überwacht und ihre Ergebnisse ratifiziert. Er unterlag jedoch seinem demokratischen Gegner Adrian Fontes.

## Leben
Finchem wuchs in Kalamazoo auf. Er war viermal verheiratet und hat sich seit über zwei Jahrzehnte von zwei erwachsenen Kindern entfremdet, deren Kinder er nach Angaben von Familienmitgliedern nicht kennt. Außerdem hat er zwei Stiefkinder. Im Jahr 2020 kandidierte Finchem für das Amt des Sprechers des Repräsentantenhauses von Arizona und forderte den amtierenden republikanischen Abgeordneten Russell Bowers heraus. Seit 2021 ist Finchem Mitglied der Ausschüsse des Repräsentantenhauses für Justiz, Militär und öffentliche Sicherheit sowie für natürliche Ressourcen, Energie und Wasser. 